# محمد بن محمود همدانی
محمد بن محمود همدانی از نویسندگان ایرانی سدهٔ ششم هجری است. کتاب عجایب‌نامه او به فارسی در زمینه کیهان‌نگاری مشهور است.
همدانی این کتاب را به ابوطالب طغرل بن ارسلان (فرمانروایی: ۵۷۱-۵۹۰) پیشکش کرد که واپسین پادشاه سلجوقی عراق بود.
همدانی کتاب عجایب‌نامه را، که نام اصلی آن عجائب‌المخلوقات است، در میان سال‌های ۵۷۱ تا ۵۹۰ نوشته‌است. موضوع این کتاب کیهان‌نگاری و شگفتی‌های آفرینش و جهان است.
کتاب عجائب‌المخلوقات و غرائب‌الموجودات زکریا قزوینی که یک سده بعد از آن و به عربی نوشته شده برداشتی از همین کتاب است.

## منبع
همدانی، محمد بن محمود، عجایب‌نامه، ویراستهٔ جعفر مدرس صادقی، تهران: نشر مرکز ۱۳۷۵خ.